# Good Times Bad Times
Good Times Bad Times (укр. Добрі часи, погані часи) — пісня британського рок-гурту Led Zeppelin, перший трек та сингл з його дебютного альбому 1969 року.
Гітарист гурту Джиммі Пейдж пропустив звук зі свого Fender Telecaster через гучномовець Leslie, щоб досягти ефекту крутіння у соло. Цей гучномовець було розроблено для органа Хаммонда і він має лопать, яка обертається. Проте, його можна використовувати і для гітари. Джордж Гаррісон та Ерік Клептон використовували таку техніку для запису пісні «Badge» гурту Cream, а Гаррісон у подальшом у деяких записах The Beatles. В інтерв'ю журналу Guitar World Джиммі Пейдж розповів:
|                                                     | Я пам'ятаю що використовував пульт для овердрайву кабінету Leslie у «How Many More Times». Воно і не звучить як Leslie, оскільки я не використовував обертання у гучномовцях. На диво той звук досить виразливий. Гітара проходить через пульт, потім через підсилювач, який керував кабінетом Leslie. Це був дуже вдалий експеримент. Оригінальний текст (англ.) [I do remember using the board to overdrive a Leslie cabinet for the main riff in "How Many More Times". It doesn't sound like a Leslie because I wasn't employing the rotating speakers. Surprisingly, that sound has real weight. The guitar is going through the board, then through an amp which was driving the Leslie cabinet. It was a very successful experiment.] Помилка: {{Lang}}: текст вже має курсивний шрифт (допомога) |
| — Джиммі Пейдж, інтерв'ю журналу Guitar World, 1993 | |

Коли пісня записувалася, Пейдж, який також був продюсером, розташував мікрофони по всій території студії щоб отримати звук, наче під час живого виступу.
Барабанщик Джон Бонам зіграв серію з триплетів двох шістнадцятих нот на одній бас-бочці, у той час як лівою ногою протягом всього вступу грав четвертні ноти на хеті. Цей прийом став настільки популярним, що більшість наступних бабанщиків намагалися його зіграти. Бонам розвинув цю техніку після того як послухав Vanilla Fudge. Але він не знав що Кармайн Аппіс грав на двох бас-барабанах. Пейдж стверджував:
|                                                     | Найбільше, що вражає у цій композиції, так це, звісно, неймовірний кік-драммінг Бонзо. Треба бути надлюдиною щоб таке зробити, оскільки він не використовував подвійний удар. Це всього один удар! Ось коли люди почали усвідомлювати що він собою являє. Оригінальний текст (англ.) [The most stunning thing about the track, of course, is Bonzo's amazing kick drum. It's superhuman when you realize he was not playing with double kick. That's one kick drum! That's when people started understanding what he was all about.] Помилка: {{Lang}}: текст вже має курсивний шрифт (допомога) |
| — Джиммі Пейдж, інтерв'ю журналу Guitar World, 1993 | |

Бас-гітарист та клавішник гурту Джон Пол Джонс відзначив свій внесок у написання пісні:
|                                                     | Зазвичає все [у піснях Led Zeppelin], де багато нот це моя робота, все з міцними акордами — Пейджа. Речі на кшталт «Good Times Bad Times» мої, вони дещо напружені. Оригінальний текст (англ.) [Usually anything [by Led Zeppelin] with lots of notes was mine and anything with chunky chords was Page's. Things like "Good Times Bad Times", those are my sort of riffs, they're quite busy.] Помилка: {{Lang}}: текст вже має курсивний шрифт (допомога) |
| — Джон Пол Джонс, інтерв'ю Global Bass Online, 2002 | |

Джонс також казав, що рифф для цієї пісні був найскладнішим, який він коли-небудь писав.
«Good Times Bad Times» мало коли виконувалася на концертах Led Zeppelin у своєму загальному вигляді. На декількох виступах у 1969 році вона була вступом до «Communication Breakdown». Під час концерту в лос-анджелеському Форумі 4 вересня 1970 року вона повністю ввійшла до попурі«Communication Breakdown», дже Джон Пол Джонс зіграв соло на басу (це можна почути на бутлегах — Live on Blueberry Hill), а також деяких попурі «Whole Lotta Love» у 1971 році. Ця пісня відкривала концерт пам'яті Ахмета Ертіґуна у лондонській О2 арені 10 грудня 2007 року.
Ця пісня звучить у фільмі «Боєць». Це один з небагатьох випадків, коли музика Led Zeppelin звучить у кінофільмах.

## Схвалення
| Автор   | Країна | Номінація                                        | Рік  | Rank |
| ------- | ------ | ------------------------------------------------ | ---- | ---- |
| Blender | США    | "The 1001 Greatest Songs to Download Right Now!" | 2003 | *    |

(*) ненумерований список.

## Формат та список композицій
1969 7" сингл (Велика Британія: Atlantic 584269, США/Нова Зеландія: Atlantic 45-2613, Австралія: Atlantic AK 2914, Канада: Atlantic AT 2613X, Франція: Atlantic 650 153, Німеччина: Atlantic ATL 70369, Греія: Atlantic 255 002, Італія: Atlantic ATL NP 03117, Японія: Nihon Gramophone DT-1105, Філіппіни: Atlantic 45-3734, Швеція: Atlantic ATL 70.369)
- A. «Good Times Bad Times» (Бонам/Джонс/Пейдж) 2:47
- B. «Communication Breakdown» (Бонам/Джонс/Пейдж) 2:28

1969 7" сингл (ПАР: Atlantic ATS410)
- A. «Good Times Bad Times» 2:47
- B. «Black Mountain Side» (Пейдж) 2:12

1969 7" EP (Мексика: Atlantic EPA 1577)
- A1. «Good Times Bad Times» 2:47
- A2. «Communication Breakdown» 2:28
- B. «Dazed and Confused» (Пейдж) 6:26

1972 7" EP (Аргентина: Music Hall 186)
- A1. «Good Times Bad Times» 2:47
- A2. «Communication Breakdown» 2:28
- B1. «Roundabout» (Андерсон/Гоу) 3:27
- B2. «Long Distance Runaround» (Андерсон) 3:30

Примітки:

(*) Сторона Б від Yes

## Чарти
| Чарт (1969)                         | Найвища позиція |
| ----------------------------------- | --------------- |
| Канадський RPM Top 100 Chart        | 64              |
| США Billboard Hot 100 Singles Chart | 80              |
| США Cash Box Top 100 Singles Chart  | 66              |
| Чарт синглів Японії                 | 84              |
| Чарт синглів Данії                  | 17              |

## Учасники запису
- Джиммі Пейдж — гітара, бек-вокал
- Роберт Плант — вокал
- Джон Пол Джонс — бас-гітара, бек-вокал
- Джон Бонам — ударні, бек-вокал